# Liên tục đồng bậc

## Định nghĩa
Một họ F các ánh xạ từ 1 không gian topo X vào 1 không gian metric (Y,d) gọi là đồng bậc liên tục tại p thuộc X nếu với {\displaystyle \epsilon >0} cho trước, tồn tại 1 lân cận U của p sao cho 
{\displaystyle d(f(p),f(x))<\epsilon } với mọi f thuộc F và với mọi x thuộc U.
Họ F gọi là liên tục đồng bậc nếu nó liên tục đồng bậc tại mọi điểm thuộc X.

## Ví dụ
Nếu F là một họ hữu hạn các ánh xạ liên tục thì F là một họ liên tục đồng bậc.

## Tính chất
Từ định nghĩa ta thấy nếu F là họ ánh xạ liên tục đồng bậc thì mọi ánh xạ f thuộc F là liên tục. Điều ngược lại không đúng.
Ví dụ: 
{\displaystyle F=\{f_{n}:(0,1)\rightarrow \mathbb {R} |n\in N\},f_{n}(x)=1/x^{n}}
F gồm các hàm liên tục nhưng F không liên tục đồng bậc.